# Srí Lanka-i pettyes szarvas
A Srí Lanka-i pettyes szarvas (Axis axis ceylonensis) a pettyes szarvas egyik alfaja, mely kizárólag Srí Lanka területén található meg. Alfaji szintű érvényessége vitatott, egyesek azt állítják a pettyes szarvas egy monotipikus faj (vagyis nincsenek alfajai).

## Életmódja
A Srí Lanka-i pettyes szarvas elsősorban kora reggel és este aktív, de általában bármikor megtalálható a víz lelőhelyek környékén. Elsősorban füvet eszik, de nem veti meg a lehulott gyümölcsöket és leveleket se. Szorosan legel a langurok, pávák, bivalyok és számbárszarvasok társaságában. Általában 10-60 egyed közötti létszámú csoportokban él, de akár 100 fős csordában is élhet.
A szigetország csúcsragadozójának, a Srí Lanka-i leopárdnak a legjellemzőbb prédája, azonban néha a Srí Lanka-i ajakos medve és az aranysakál áldozata is lehet.

## Elterjedése és természetvédelmi helyzete
A száraz síkvidéki erdők, szavannák és cserjések lakója. Nagyon ritkán található meg a sziget száraz hegyvidékein.
A kontinentális alfajjal (Axis axis axis) ellentétben, ami elég gyakorinak számít, a Srí Lanka-i alfaj sebezhetőnek tekinthető. A fenyegető tényezők közé sorolandó a húsáért való vadászat és az erdőirtás. Régebben a Srí Lanka-i pettyes szarvas nagyon gyakorinak számított Srí Lanka száraz éghajlatú részein, de egyedszáma erősen megcsappant. Napjainkban kevesebb, mint ezer egyede maradt fenn a dél-ázsiai szigetországban. Főként a száraz éghajlatú védett területeken lelhető fel, csak ott találhatóak meg nagyobb csordái, azokon kívül csupán kevés csorda él.
Trincomalee utcáin találkozhatunk ezzel a szarvassal, különösen a Fredrick-erőd falai közelében.

## Képek
|  |  |  |  |  |

## Fordítás
Ez a szócikk részben vagy egészben  a   Sri Lankan axis deer című angol Wikipédia-szócikk fordításán alapul.  Az eredeti cikk szerkesztőit annak laptörténete sorolja fel. Ez a jelzés csupán a megfogalmazás eredetét és a szerzői jogokat jelzi, nem szolgál a cikkben szereplő információk forrásmegjelöléseként.